# Верховна Рада Придністровської Молдавської Республіки
Верхо́вна Ра́да ПМР  (рум. Советулуй Супрем ал Републичий Молдовенешть Нистрене, рос. Верховный Совет ПМР) — згідно з конституцією Придністровської Молдавської Республіки, парламент ПМР, єдиний законодавчий орган державної влади ПМР. Як і сама держава ПМР, Верховна Рада ПМР не визнається країнами-членами ООН як законний орган влади.